# 低形成腎
低形成腎（ていけいせいじん）とは、腎臓が何らかの原因で先天的に腎臓が通常の大きさよりも小さいために腎臓機能が低下する疾患のことである。異形成腎（いけいせいじん）ともいう。

## 概要
腎臓の成長過程で、何らかの原因により生じる先天的な尿管芽の成長異常により、腎臓の正常なネフロンを有するがネフロンの数が少ない病態を言う。臨床的には低形成腎・異形成腎として一括した疾患として取り扱われることも多い。

## 病態
臨床的特徴として、妊婦健診の際の胎児のエコー検査により出生前診断で発見される例も多い。一方で、尿路感染症や成長障害を契機に指摘される症例もある。低形成腎では早期には濃縮力低下から低張多尿を呈しており、それを補うために水分摂取量が多くなる。また夜尿や昼間遺尿の原因が多飲多尿であり、病院の精密検査で画像上はじめて低形成腎が指摘される場合もある。

## 診断
- 腎機能低下などの臨床所見により疑い、超音波検査（エコー）やMRIやレントゲンなどの画像検査にて診断する。

## 治療・予後
低形成腎は末期腎不全に至るまで尿量が保たれることが多く、高カリウム血症や溢水を呈することは末期腎不全に至るまで少ない。しかし血液データの悪化を認めてからの増悪スピードは速い。初期の慢性腎不全の場合は、食事療法の実践によって保存的療法を行う。慢性腎不全の進行により腎臓機能が著しく低下した場合は、人工透析の導入を検討する。
感染症、特に胃腸炎などの脱水症状が原因で、急速に腎臓機能が低下する場合がある。脱水に対して適切かつ迅速な治療は必要であるが、低張輸液の使用は低形成腎に対して注意が必要である。
低形成腎の患者は、習慣的に水分と塩分をより多く摂取することによって尿からの水とナトリウム（Na）の喪失などの電解質バランスを自然にコントロールしている。入院中の食事は普段の食事と比べ塩分量が少なくなるため血管内の脱水症状を引き起こし、体重の減少、血圧低下、尿量低下や腎臓機能の低下を引き起こす可能性がある。